# Sergio Zaniboni
Sergio Zaniboni (Turijn, 4 augustus 1937 – Giaveno, 18 augustus 2017) was een Italiaans stripauteur. Hij was voornamelijk bekend vanwege zijn bijdragen aan de strip Diabolik.

## Levensloop
Zaniboni werkte aanvankelijk voor de elektriciteitsproducent Enel. Hij werd later striptekenaar en debuteerde in maart 1967 met een stripadaptatie van de roman I promessi sposi van Alessandro Manzoni. In 1969 werd hij een vaste tekenaar van de strip Diabolik van Angela en Luciana Giussani. Zaniboni tekende jarenlang meer dan 300 verhalen voor deze strip.
Van 1972 tot de jaren 90 tekende hij ook verscheidene stripreeksen voor het Italiaanse stripblad Il Giornalino. In 2000 ontving hij een Premio Yellow Kid voor zijn werk aan de strip Diabolik.
- Bibliothèque nationale de France: cb16646230s (data)
- International Standard Name Identifier: 0000 0003 9921 8669
- Istituto Centrale per il Catalogo Unico: RAVV064207
- Virtual International Authority File: 292613615